# Jonathan Tzachor
Jonathan Tzachor es un productor y director estadounidense más conocido por su trabajo en Power Rangers. Después de un paréntesis de la serie que se extendió desde 2003 hasta 2010, se desempeñó como productor ejecutivo de la franquicia desde 2011 hasta 2014.

## Era Saban / MMPR Productions (1993-2001)
Tzachor fue productor junto a Ronnie Hadar de la serie más exitosa de la franquicia, Mighty Morphin Power Rangers, durante tres temporadas, y a partir de 1996 con Power Rangers Zeo  empezaría a ser el único productor que tendría la serie durante 7 años, algo que traería muchas novedades a la franquicia. Se utilizaron temas de Tzachor (particularmente entre Power Rangers en el espacio y Power Rangers Time Force) en lugar del tono de comedia de costumbre, y las víctimas reales de buenos personajes, de hechos que habían ocurrido en tokusatsu durante años. También sería la primera vez que los Power Rangers comenzaron más frescos cada temporada después de Power Rangers en el espacio. Además, Tzachor en gran parte de los Power Rangers dibujaría más material de Super Sentai Series y como contraparte esto también es apoyado porque cada temporada del año es similar a su contraparte sentai y muy poco de la trama se cambia. Los fanes de la serie han criticado a Tzachor por tener una "dependencia excesiva" en el material de origen, y las opiniones sobre sus contribuciones a la serie están divididas.

## Era Disney y Cierre de MMPR Productions (2002)
Después de la adquisición de la franquicia por parte de Disney, la última serie producida por Tzachor sería Power Rangers Wild Force. Esta sería una temporada dividida. Debido a la reciente adquisición de Fox Family Worldwide (y también Saban Entertainment) por parte de Disney. La primera mitad fue emitida en Fox Kids, mientras que la segunda mitad fue emitida en ABC Kids. MMPR Productions se disolvió luego de que Disney decidiera previamente cancelar Power Rangers y la producción de la serie se trasladó a Village Roadshow KP Productions en Auckland, Nueva Zelanda (ahora conocida como Power Rangers Productions). 
Los capítulos finales de Power Rangers Wild Force, El Fin de los Power Rangers parte 1 y 2, fueron dirigidos por él.

## Era Saban Brands (2011-2014)
Después de que Disney vendió Power Rangers a Saban Brands, Tzachor fue contratado como productor ejecutivo para producir la decimoctava temporada de los Power Rangers, conocida como Power Rangers Samurai. Volvió a la silla de director para el cruce Samurai/RPM "Clash of the Red Rangers: La película" y el especial de Halloween 2012 "Treat Trickster", así como en varios episodios de Power Rangers Megaforce. Durante la producción de Megaforce, Tzachor le declaró al escritor Amit Bhaumik (autor del episodio Forever Red de Power Rangers Wild Force) que las temporadas que Disney produjo lejos de MMPR Productions serían declaradas no-canon, lo cual generó una gran polémica entre los fanes de la serie debido a que Wild Force (temporada de Disney) tuvo un team-up con Time Force (temporada de Saban) o lo mismo con RPM (temporada de Disney) tuvo un cruce de equipos con Samurai (temporada de Saban) en la película "Clash of the Red Rangers". Pese a esto, Tzachor solo se refería a las temporadas de Disney que se hicieron lejos de MMPR Productions y sin la producción antigua. Luego de que finalizó la producción de Power Rangers Super Megaforce, Tzachor fue despedido y reemplazado en el rol de productor ejecutivo por Judd Lynn.

## Filmografía

### Televisión
| Año       | Título                                    | Rol                            |
| --------- | ----------------------------------------- | ------------------------------ |
| 1993-1995 | Mighty Morphin Power Rangers              | Productor y Director           |
| 1996      | Mighty Morphin Alien Rangers              | Productor                      |
| 1996      | Power Rangers Zeo                         | Productor                      |
| 1997      | Power Rangers Turbo                       | Productor                      |
| 1998      | Power Rangers en el espacio               | Productor y Director           |
| 1999      | Power Rangers Lost Galaxy                 | Productor y Director           |
| 2000      | Power Rangers Lightspeed Rescue           | Productor y Director           |
| 2001      | Power Rangers Time Force                  | Productor y Director           |
| 2002      | Power Rangers Wild Force                  | Productor y Director           |
| 2011-2012 | Power Rangers Samurai & Super Samurai     | Productor ejecutivo y Director |
| 2013-2014 | Power Rangers Megaforce & Super Megaforce | Productor ejecutivo y Director |

### Cine
| Año  | Título                       | Rol       |
| ---- | ---------------------------- | --------- |
| 1997 | Turbo: A Power Rangers Movie | Productor |

- Datos: Q4354475